# Мужун Чуй
Мужун Чуй (кит.: 慕容垂; піньїнь: Mùróng Chui; 326-396) — засновник і перший імператор Пізньої Янь періоду Шістнадцяти держав.

## Життєпис
Був сином Мужун Хуана. Подорослішавши, Мужун Чуй став одним з найвидатніших полководців при своєму батькові. 344 року він брав участь у розгромі племені юйвень та отримав титул Дусянського хоу. Потім був відряджений на кордон із державою Пізня Чжао, та з успіхом його обороняв.
Після падіння Пізньої Чжао Мужун Чуй брав участь у завоюванні колишніх її земель. 354 року отримав титул «Уського князя». 358 року проти його дружини було сфабриковано звинувачення в чаклунстві, її було заарештовано, й вона загинула у в'язниці. Сам Мужун Чуй був засланий на посаду губернатора віддаленої провінції Пінчжоу (східна частина сучасного Ляоніну). Повернувся до двору лише наприкінці 359 року, коли Мужун Цзюнь серйозно захворів.
365 року Мужун Чуй разом із регентом при малолітньому Мужун Веї, Мужун Ке, брав участь у завоюванні важливого цзінського міста Лоян, після чого отримав у командування південні армії, що обороняли кордон з імперією Цзінь.
Після смерті Мужун Ке 367 року новим регентом став Мужун Пін, який не дослухався до Мужун Чуя. Коли 369 року цзінський генерал Хуань Вень розпочав масштабний наступ на Ранню Янь, Мужун Вей і Мужун Пін запанікували та вже готувались тікати зі столиці, втім Мужун Чуй разом із братом Мужун Де завдали цзінським силам значної поразки та врятували столицю. Натомість Мужун Пін і вдова-імператриця Кецзухунь, запідозривши Мужун Чуя в підготовці державного перевороту, вирішили його стратити. Мужун Чую довелось тікати, й він попрохав про притулок у Ранній Цінь.
Цінський правитель Фу Цзянь настільки зрадів, що в його розпорядженні з'явився настільки здібний генерал, що вийшов тому назустріч зі своєї столиці, міста Чанань. Імператор надав Мужун Чую титул «Біньтуського хоу» та зробив його одним зі своїх генералів. 370 року Рання Цінь знищила Ранню Янь.
378 року Мужун Чуй брав участь у кампанії, яку син Фу Цзяня Фу Пі організував проти цзінського міста Сян'ян. 382 року Мужун Чуй був одним із тих, хто підтримав Фу Цзяня (II) в його намірах розпочати крупну кампанію з об'єднання всього Китаю в єдину державу. Втім 383 року цінська армія під командуванням Фу Жуна була знищена цзінськими військами в битві на річці Фей, і Фу Цзяню довелось тікати до Лояна під прикриттям військ Мужун Чуя, що вціліли.
Після цього Мужун Чуй переконав, що його сили потрібні для попередження заворушень у колишніх янських землях і розташувався з армією в Єчені. Навесні 384року він підбурив повстання, проголосивши себе Янським князем та заснувавши державу Пізня Янь. Він швидко взяв під контроль більшість земель колишньої Ранньої Янь. Імперія Цзінь уклала тимчасовий союз із Пізньою Цінь, і цзінські сили захопили більшу частину територій на південь від Хуанхе. Однак 385 року Єчен було захоплено, й до кінця того ж року Мужун Чуй узяв під контроль території на північ від Хуанхе та на схід від гір Тайханшань.
386 року Тоба Гуй заснував державу Північна Вей, але зіштовхнувшись із заколотами та великими труднощами, вирішив визнати себе васалом Пізньої Янь в обмін на військову допомогу. 387 року з-під влади Мужун Чуя вийшов Чжай Ляо та проголосив власну державу — Рання Вей. 388 року Мужун Чуй, якому вже виповнилось 62 роки, переклав більшість завдань з управління державою на свого спадкоємця Мужун Бао, залишивши собі лише найважливіші справи.
391 року Північна Вей розірвала відносини з Пізньою Янь й уклала союз із Західною Янь. 392 року Мужун Чуй особисто очолив війська, що виступили проти Ранньої Вей і знищили ту державу. Взимку наступного року Мужун Чуй здійснив напад на Західну Янь, розбив її війська та приєднав її землі до своїх володінь.
395 року армія, що була відряджена в похід проти Північної Вей, потрапила в пастку й була знищена. 396 року Мужун Чуй, зібравши нове військо, особисто очолив його та завдав поразки Північній Вей. Однак дорогою назад він захворів і помер. Повновладним володарем по його смерті став його син Мужун Бао.

## Девізи правління
- Яньван (燕王) 384—386
- Цзіаньсін (建興) 386—396